# Oryzopsis songarica
Oryzopsis songarica là một loài thực vật có hoa trong họ Hòa thảo. Loài này được (Trin. & Rupr.) B.Fedtsch. mô tả khoa học đầu tiên năm 1915.